# Florentino Pérez Rodríguez
|  | Aquest article tracta sobre l'empresari i president del Reial Madrid. Si cerqueu l'historiador i escriptor andalús, vegeu «Florentino Pérez Embid». |

Florentino Pérez Rodríguez (Madrid, 8 de març de 1947) és un empresari espanyol i director de l'empresa de construcció ACS. És l'actual president del Reial Madrid, després d'haver-ho estat entre els anys 2000 i 2006.

## Biografia
Va néixer a Madrid el 8 de març de 1947. Es va titular com a enginyer a l'Escola Tècnica Superior d'Enginyers de Camins, Canals i Ports de la Universitat Politècnica de Madrid, i va exercir com a professor de Fonaments Físics de les Tècniques.
Després d'haver treballat com a funcionari de l'Estat a l'Ajuntament de Madrid i a diversos ministeris, va interessar-se per la política, ingressant a Unió de Centre Democràtic el 1979. El 1983 va abandonar UCD per ingressar al Partit Reformista Democràtic, del que va arribar a ser secretari general i candidat a les eleccions generals de 1986.
A partir del 1995 es va vincular a l'entramat institucional del Reial Madrid Club de Futbol. El 19 de febrer de 1995 va presentar-se com a candidat a la presidència del club, però Ramón Mendoza va sortir guanyador per un petit marge. El 2000 es va tornar a presentar a les eleccions guanyant al fins llavors president Lorenzo Sanz. Va tornar a ser escollit el 2004 amb un 94,25% dels vots. A la seva presidència es va fitxar grans estrelles del món futbolístic com Zinédine Zidane, Figo, Beckham, Owen o Ronaldo. També va iniciar la construcció de la nova ciutat esportiva del Reial Madrid, una de les més modernes al món, situada a la localitat de Valdebebas a la província de Madrid. El 27 de febrer del 2006, a meitat temporada, va dimitir com a president del Reial Madrid, després de tres anys sense guanyar cap títol.
L'1 de juny de 2009 va tornar a ser anomenat president en ser l'únic candidat a les eleccions. En el seu actual mandat ha fitxat a Kaká (65 milions d'euros), Cristiano Ronaldo (96 milions), Raül Albiol (15 milions), Karim Benzema (35 milions), Esteban Granero (4 milions), Xabi Alonso (35 milions) i Álvaro Arbeloa per 4 milions. Com a director d'ACS, forma part del Fòrum Pont Aeri.
En el marc de l'Operació Púnica (al voltant de l'any 2017), es va descobrir que des del 2013 Florentino Pérez tenia un diari digital de notícies falses pagat per a millorar la seua reputació junt a la del Reial Madrid. Se sap que el propi Florentino en unes ocasions donà instruccions a qui el portava, Alejandro de Pedro, via SMS.
El 2018 eixí una recerca que afirmava que Florentino mai perdia en els seus negocis perquè sempre era rescatat per la Tresoreria Pública de l'Estat Espanyol. Un d'aquests rescats beneficiosos per ACS i altres grans constructores van ser unes autopistes radials a Madrid que, com no tenien el mínim de beneficis acordats amb l'Estat, van ser rescatades amb més de 2.000 milions d'euros públics. Un altre gran escàndol d'ACS és el magatzem de gas Castor. El cas va començar el 2004 i tant el PP com el PSOE són corresponsables del malversament de més de 3.000 milions d'euros de l'erari públic.